# Fort Dauphin (Nouvelle-France)
Pour les articles homonymes, voir Dauphin et Fort-Dauphin.
 (novembre 2023).
Si vous disposez d'ouvrages ou d'articles de référence ou si vous connaissez des sites web de qualité traitant du thème abordé ici, merci de compléter l'article en donnant les références utiles à sa vérifiabilité et en les liant à la section « Notes et références ».
Fort Dauphin est un fort français construit en Nouvelle-France au XVIIIe siècle. 

## Géographie
Le fort était situé près des rivières Assiniboine, Saskatchewan et de nombreux lacs, tels que le  lac Winnipeg, le lac Winnipegosis et le lac Manitoba.
La ville la plus proche de ce fort est Winnipegosis.

## Historique
En 1741, Pierre Gaultier de La Vérendrye, fils de Pierre Gaultier de Varennes et de La Vérendrye, partit depuis Fort La Reine près de Portage la Prairie, édifie le fort Dauphin dans cette région de lacs et de forêts, parcourue par les coureurs des bois et trappeurs canadiens-français.
Après le Traité de Paris de 1763, la garde franco-canadienne quitte le fort Dauphin. 
Un second fort, portant le même nom, fut construit en 1767 par les trappeurs canadiens-français. Ce second fort était situé sur la rive nord du lac Dauphin dans lequel s'écoule la rivière Dauphin.